# Pohronská Polhora
Pohronská Polhora é um município da Eslováquia localizado no distrito de Brezno, região de Banská Bystrica. Possuia 1 651 habitantes em 2008 (estimativa).

## Demografia
| Ano:        | 1994 | 2004   | 2014   | 2024   |
| ----------- | ---- | ------ | ------ | ------ |
| Broj ljudi: | 1592 | 1707   | 1768   | 1678   |
| Razlika:    |      | +7,22% | +3,57% | -5,09% |

| Ano:               | 2023 | 2024   |
| ------------------ | ---- | ------ |
| Número de pessoas: | 1689 | 1678   |
| Diferença:         |      | -0,65% |